# 京都市電梅津線
梅津線（うめづせん）は、京都市の四条通の梅津方面に敷設されていた京都市電の軌道路線。
戦時体制下における「軍事援護事業」の一環（軍需工場への工員輸送）として大戦末期に全区間併用軌道の路線として建設された。蹴上線を休止してその資材を利用した。1958年（昭和33年）には交通事業の一環（合理化）で全線を無軌条（トロリーバス）化した上で四条大宮 - 西大路四条間の無軌条線と統合した。その後、桂川の手前の松尾橋まで延長され、四条大宮から松尾橋まで市西部工業地域の西院地区と梅津地区を無軌条電車（トロリーバス）で貫いていた。車庫引込線として千本線の壬生車庫前 - 四条大宮間で複軌道を共用していた。1969年（昭和44年）に全線が廃止された。
京都市のトロリーバス事業全般については「京都市営トロリーバス」を参照。

## 沿革
- 1945年（昭和20年）
  - 2月2日 西大路四條－天神川（仮）開業／梅津操車場開設
  - 8月3日 （天神川）－梅津（後に高畝町と改称）開業
- 1958年（昭和33年）12月1日 全線無軌条化し、無軌条線を統合／梅津操車場廃止／梅津車庫を開設し、壬生車庫より無軌条電車移管（ただし梅津車庫に車両工場は併設せず、定期検査や修繕等は従来通り壬生車庫車両工場において実施）
- 1962年（昭和37年）
  - 3月27日 急行運転開始（日曜祝日を除く午前7時－午前9時）
  - 5月1日 高畝町－松尾橋開業　［梅津線全線開業］
- 1969年（昭和44年）
  - 7月19日 廃止申請
  - 10月1日 梅津線全線廃止し、市バス77号系統に転換／梅津車庫廃止

## 電停一覧
停留所／交叉する通り（接続、距離、急行停車駅は路線図参照）
- 四条大宮／大宮通 後院通
- 四条坊城／坊城通
- 四条中新道／七本松通（中新道）
- 四条御前通／御前通
- 西大路四条／西大路通
- 西院巽町／中ノ橋通
- 四条中学前／西小路通
- 梅津車庫前
- 南広町／（葛野西通の開通は梅津線廃止後）
- 高畝町
- 段町／梅津街道
- 北浦町
- 西浦町
- 梅ノ宮／（梅宮大社 参道）
- 松尾橋

## 運行系統
- 100号：四条大宮－西大路四条－梅津車庫前－高畝町－松尾橋
- 100A号：四条大宮－西大路四条－梅津車庫前－高畝町
- 特100B号：西大路四条－梅津車庫前－高畝町－松尾橋
- 100B号：西大路四条－梅津車庫前－高畝町
- 特100C号：梅津車庫前－高畝町－松尾橋
- 100C号：梅津車庫前－高畝町
- 100D号：四条大宮－西大路四条－梅津車庫前
- 100E号：西大路四条－梅津車庫前
- 100F号：四条大宮－西大路四条

## 他線との交叉
平面交叉
- 国鉄山陰本線／優先 山陰本線
- 京福電気鉄道嵐山本線／優先 嵐山本線